# Forte Fotokémiai Ipar
A Forte Fotokémiai Ipar (röviden Forte) egy fotográfiára szakosodott magyar vállalat, részvénytársaság. Főként fekete-fehér fotópapír és film, illetve az előhívásukhoz használható vegyszerek gyártásával foglalkozott.

## Története

### Előzmények
A Kodak Ltd. illetve a magyar kormány illetékesei 1912-ben kezdtek tárgyalni egy magyarországi gyár létrehozásáról. A tárgyalások lebonyolításával a Kodak a Wrattam Wainright cégtől átvett Ranzenberger János volt huszárszázadost bízta meg. Ranzenberger előbb a Hűvösvölgybe akarta telepíteni a gyárat. Később mégis úgy döntött, hogy a fővároshoz közel eső, vasút és közút mellett épült Vácott építi fel azt a gyárat, ahonnan akár vízi úton is lehet szállítani.
Ezután jelentkeztek a város vezetőinél a tervvel, akik az alsóvárosban lévő mintegy ötven holdas püspökségi csemetekertet ajánlották fel. Hamarosan megkötötték a megállapodást, a Kodak Ltd. huszonnégy holdat megvásárolt a csemetekertből, s a kert többi részére pedig 10 éves opciót kötött ki.
1913-ban kezdődött meg a gyár építése, majd kitört az első világháború. Hét évig szünetelt az építkezés, mígnem 1921-ben W. G. Bent, a Kodak akkori igazgatója elrendelte az építkezés folytatását.

### Kodak

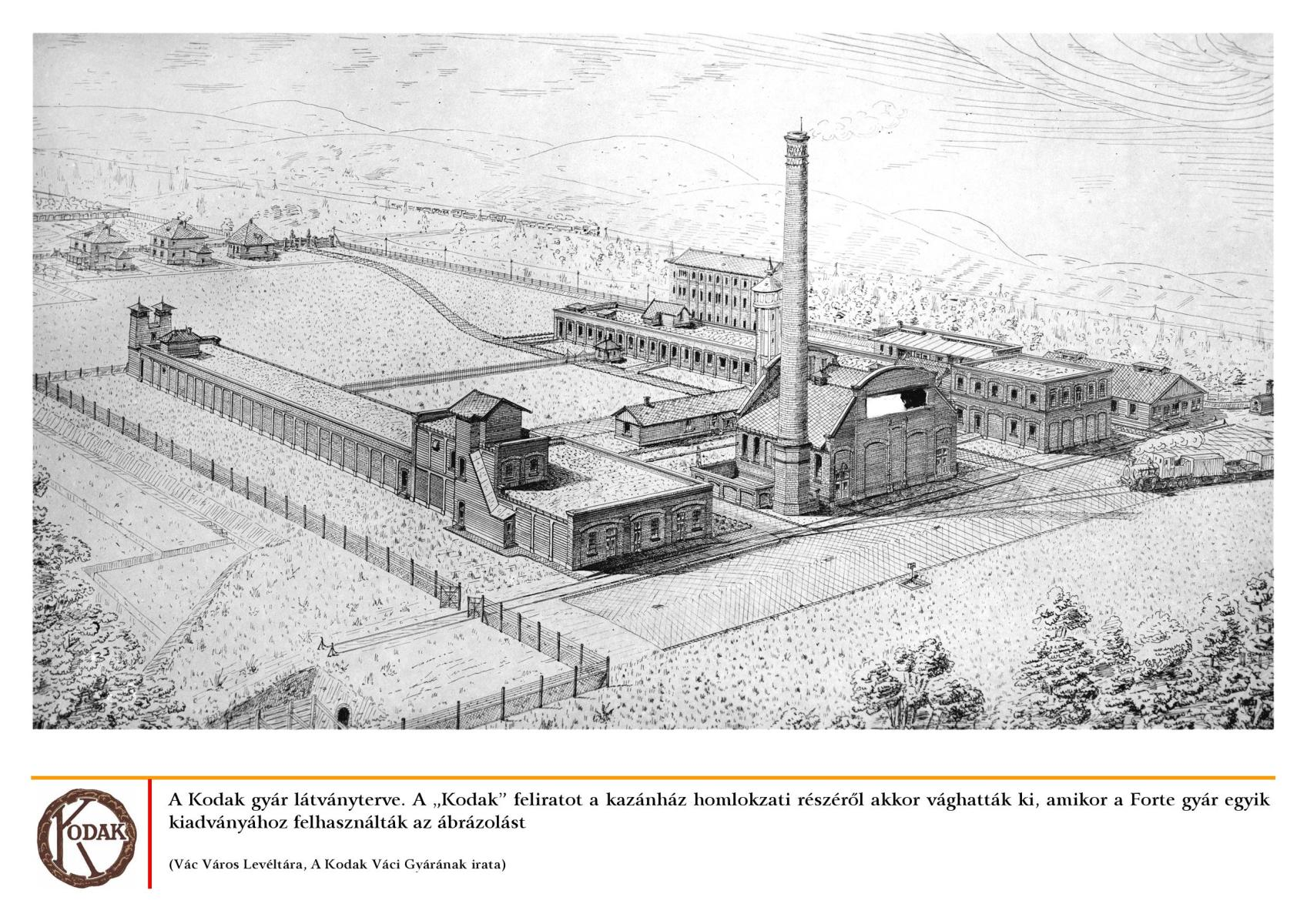
Kodak váci gyár

A város új gyárában 1922. március 19-én indult meg a termelés. Kezdetben hétféle fotópapírt gyártottak, Bromide, Bromesko, Kodura, Velox, Röntgen, Dokument és Regiszter papír készült a gépeken. A Bromide brómezüst pozitív papírt és a Bromesko brómklórezüst pozitív papírt négy fokozatban, a Kodura klórbrómezüst papírt egy és a Velox klórezüst pozitív papírt öt fokozatban, a továbbiakat egy fokozatban gyártották.
A gyárnak kezdetben nagy nehézségei voltak. Ennek egyik oka a világpiaci árak kedvezőtlen alakulása volt. A másik az, hogy a Kodak a váci gyár költségeinek megtérülési idejét a korábban tervezett 30 évről 15 évre akarta leszorítani. Ez az óriási megterhelés a gyár mérlegében állandósította a passzivitást.
A gyár termelése ilyen körülmények között is növekedett. 1939 szeptemberében mintegy 800 ezer négyzetméter papírt gyártottak, melyek egyharmadát délkelet-európai országokba exportálták.
1939. szeptember 6-án, a második világháború kitörésének hírére a váci Kodak gyár angol vezetői elhagyták az országot.
A háborús konjunktúra a váci gyárban is éreztette hatását, hadiüzemmé nyilvánították, s négy év alatt – 1943-ra – a munkáslétszám 176-ra, a termelés a korábbi 800 ezer négyzetméterről 1 millió négyzetméterre nőtt. A megnövekedett belső szükséglettel egy időben megnőtt az export is, főleg az angol piactól elzárt országokba. A háború utolsó évének termelésére viszont már rányomta bélyegét a német megszállás, az ipartelepek állandósult bombázásának veszélye, továbbá az, hogy a gyár első osztályú hadiüzemmé lett, és élére katonai parancsnokot neveztek ki.
Amikor 1944 novemberében a németek már látták, hogy küszöbön az összeomlás, a gyárban fellelhető nyers papírkészletet, a raktáron lévő késztermék nagy részét, sőt az ezüst üstöket is uszályra rakták és elindították felfelé a Dunán. S mindezt a magyar gyárvezető segítségével. Az angol hadsereg az egyiket Linznél, a másikat Passaunál tartóztatta fel, lefoglalta és később hadizsákmánykényt elárverezték. A gyárat felmérhetetlen veszteség érte.
Mindezt a bajt fokozta a Vácot december 5-én ért bombatámadás. A légiveszély jelzésére a rádiónak nem maradt ideje. A szőnyegbombázás a legnagyobb károkat éppen a város déli részén okozta, célpontja ugyanis a Kodak gyár volt. Negyvenkilenc bomba hullott a telepre, tizenhat telibe talált. A bombázásban öten vesztették életüket.
A gyár anyagi kára 4 millió pengő volt. Megsemmisült a brómemulzió-főző jelentős része, a papíröntő melletti gázfényemulzió-főző és környéke a központi hűtőkondenzátorral együtt. Találat érte a földalatti csőalagutat is, mely a gyár két felszíni óvóhelye mellett bunkerként is szolgált. A termelés megbénult.
A szovjet hadsereg december 8-i bevonulása után a munkások hozzáláttak a háborús károk helyreállításához.
1946 tavaszán az Iparügyi Minisztérium hozzájárulásával felszámolták a gyárat. A Kodak Ltd. vezetői több nagy céggel tárgyaltak a gyár eladásáról, maga Robins igazgató utazott Londonból Budapestre, hogy tárgyaljon a Magyar Általános Hitelbankkal. 1947. június 30-án aláírták a kétnyelvű adás-vételi szerződést, melynek értelmében a Kodak 12 ezer font sterlingnek megfelelő forintösszegért váci gyárát, további 616 ezer forintért annak minden berendezését és gépét (kivéve az automatikus keskenyfilm-előhívó gépet) eladta a Magyar Általános Hitelbanknak.

### Forte
A Forte Fotokémiai Ipar Rt. ünnepélyes megnyitója 1947. július 16-án volt. Ekkor kilencvenheten dolgoztak a gyárban, hatvankilenc férfi és huszonnyolc nő. Először Portura papírt termeltek. A hozzávaló nyersanyagot nagyon nehezen lehetett beszerezni, ezért gyakran rá voltak utalva a németek elől elrejtett kevés tartalékra, sőt a korábban kimustrált papírtekercseket is felhasználták. Így is havi 30 ezer négyzetméter papírt gyártottak már kezdetben.
1948 elején, a bankok államosításával együtt a Forte Rt. is nemzeti vállalattá alakult és 1948. április 28-án a Forte Fotokémiai Ipar Vállalat nevet kapta. Ekkor már százhuszonkilencen dolgoztak itt, nyolcvankét férfi és negyvenhét nő.
A vállalat hároméves és első ötéves tervében már szerepelt a filmöntő üzem építése, melyben 1951. elején roll- és kisképfilmeket kezdtek gyártani. Az 1950-es évek közepére lezárult a fejlesztés első nagy szakasza, melynek gyümölcse – sok évi kutatás eredménye – a színes kino pozitív film, melyet 1957 tavaszán kezdtek üzemszerűen gyártani. 1955 végén már 529-en dolgoznak a gyárban és 1 millió 933 ezer négyzetméter fotópapírt, valamint 319 ezer négyzetméter filmet gyártottak.
A gyár termelőberendezései a hatvanas évek elején már elmaradtak a kor kívánta színvonaltól.
Ekkor házon belül új öntőberendezést terveztek, melyet a fotóiparban az tett egyedülállóvá, hogy a szabadban helyezték el a szárítópályát. Ezzel vette kezdetét a gyár nagy rekonstrukciója, melynek öt évig tartó első szakaszában átalakították a filmöntőt (korábbi egytálasról kéttálasra), ennek keretében megváltoztatták és kibővítették a klimatizációs – s porvédelmi –, és a szárító rendszert. Megépítették a vízmű első részét, az új filmkiszerelő üzemet és az új MEO laboratóriumot.
Ezután 1960 és 1965 között jelentek meg a piacon a fluorográfiai filmek, a mikrográfiai anyagok, javult a minősége a korszerű Fortecolor Typ 2 színes papíroknak. A rekonstrukció második szakasza 341 millió 600 ezer forintba került. Ennek során épült a 11 szintes emulziós üzem és az öntés előkészítő üzem. Elkészült az új barit-üzem, az új öntő, s az új TMK és az új központi hűtőtelep. Új raktárak épültek, teljesen átépítették a kazánházat és széntüzelésről olajtüzelésre álltak át. Kibővítették az irodaépületet, megvalósították az egész gyárra kiterjedő klimatizálási és porvédelmi programot, megépítették és felszerelték az új dobozüzemet, és befejezték a transzformátorházat.
Számtalan új, korszerű berendezés került a laboratóriumba, a papír- és filmkiszerelőbe termelékenyebb gépeket vásároltak, a barit-üzemben nagy teljesítményű super kalandert állítottak fel. A hétéves munka méretét bizonyítja a következő adat: a gyár területén felépített épületek légköbmétere a rekonstrukció előtti állapothoz képest majdnem négyszeresére – 267 százalékkal – nőtt. A gyár állóeszköz-állománya is közel négyszeresére emelkedett, s ezzel a Forte kisüzemből középüzemmé bővült. 1250 dolgozója ekkor már 4 millió 700 ezer négyzetméter fotópapírt és 700 ezer négyzetméter filmet gyártott. A megtermelt papír 52 százalékát, a film 45 százalékát exportálták.

### Bel- és külkereskedelem
Az államosítás után megszűnt a gyár önálló bel- és külkereskedelme. A papír- és filmexportot előbb a KELIMPEX, majd a CHEMOLIMPEX vette át. Az államosított külkereskedelem intenzív piackutatása nyomán egyre keresettebbé váltak a Forte-cikkek, s ennek köszönhető, hogy 1954–55-ben már a termelés közel felét exportálták. A gyár termékei eljutottak a világ minden tájára. Hetvennégy országgal voltak üzleti kapcsolatban. Legnagyobb exportpiacai Ausztria, Brazília, Bulgária, Ceylon, Csehszlovákia, Kolumbia, Egyiptom, Etiópia, Franciaország, Görögország, Ghána, Hollandia, India, Irak, Irán, Jugoszlávia, Kuba, Lengyelország, Libanon, Líbia, a Német Szövetségi Köztársaság, Olaszország, Svájc, Szíria, a Szovjetunió, Szudán és Törökország voltak.
Az 1968. január 1-jén életbe lépett új gazdaságirányítási rendszernek megfelelően a Forte is átalakította saját gazdálkodási rendjét. A vállalat ekkor gazdaságilag önálló lett, maga döntött az egyszerű újratermelés kérdéseiben, és fokozódó mértékben a bővítésről is. A gyári termelést, gazdálkodást a piac ítélete közvetlenül befolyásolta. Ez a munka- és üzemszervezés javítását, az információs rendszer további korszerűsítését kívánta. A Forte ezeket a feladatokat jól oldotta meg és elsősorban aktív külkereskedelmi tevékenységének eredményeként kiegyensúlyozott középvállalatként működött a rendszerváltásig.
A rendszerváltás a Forte életében is jelentős változást hozott. Megszűntek az úgynevezett KGST relációk, a vállalatnak egy éven belül kellett a kieső piacokat pótolnia. Ezt sikerült megoldania. Országosan elindult a privatizáció. A korábbi gazdasági mechanizmusban a belföldi ellátást ezzel megbízott kereskedelmi vállalatok végezték, amelyek rendelkeztek a belföldi üzlethálózattal. Ez a privatizáció során részben külföldi kézbe került, és ezáltal nemcsak a Forte, hanem jó néhány magyar vállalat elvesztette a korábbi piaci terítési lehetőségeket. Ezért a vállalat termelése és létszáma lecsökkent. A Forte legnagyobb létszáma 1 521 fő volt, és ez fokozatosan 500 fő alá csökkent. Gyakorlatilag a vállalat törzsgárdája maradt meg.
1991-ben megkezdődött a vállalat átalakulása, és 1992. július 1-től 100%-os állami tulajdonú részvénytársasággá alakult, majd elindult a privatizáció, amelyet két lépcsőben bonyolított le az Állami Vagyonügynökség. Az 1994-ben és az 1997-ben megvalósított privatizáció során a munkavállalók és a menedzsment a részvények mintegy 80%-át vásárolták meg.
A gyár forgalma évi 1,7-2 milliárd Ft között volt, exportja nagyon enyhén növekvő szinten, átlagosan 10 millió amerikai dollár értéket képviselt. A belföldi forgalomban a későbbiekben visszaesés következett be. Ebbe belejátszott a belföldi piac igényeinek megváltozása, a nem amatőr célra használt termékek felhasználásának csökkenése.
A cégnek alapvetően meg kellett változtatnia a gazdasági stratégiáját. Közvetlenül a gazdasági és politikai átalakulások után a termelés minőségének szinten tartása, illetve javítása mellett a privatizációra való felkészülés volt a cél. Ennek érdekében a főbb gazdasági vonalakat felülvizsgálták. A társaság egyes területeken profitcenterek kialakítása érdekében kft.-ket hozott létre, például csomagolóanyagok gyártására, a külkereskedelmi tevékenység lebonyolítására. A külkereskedelem lebonyolítása érdekében a Forte és a korábban a külkereskedelmet lebonyolító Chemolimpexnél négy, a fotópiaccal foglalkozó dolgozó létrehozta Chemofort Kft.-t, amely a Forte külkereskedelmi tevékenységének majdnem 100%-át bonyolította. Későbbiekben a Forte megvásárolta a korábban a Chemolimpex tulajdonában lévő tulajdonrészt is.
A cég 2000-ben zárt részvénytársasággá alakult.

### Felszámolás
A társaság igazgatósága 2004-ben felszámolást kért a cég ellen. Az adótartozás százmilliós nagyságrendű volt. 
2005 júniusában csurgói magánbefektetők megvették a társaságot.
A vállalkozás új neve FORTEINVEST tőkebefektető Kft. Az első töredék évet 9 millió forintos nyereséggel zárták, a 2006-os évet azonban már 150-200 millió forintos mínusszal.
A veszteséget az okozta, hogy két külföldi vetélytársuk megszűnt, és dömpingáron dobta piacra raktáron lévő termékeit, amivel túlkínálatot teremtett a piacon.
2007 februárjában végleg bezárt a gyár.
A területen azóta a FORTE Ipari Park működik. A létesítmény iparvágány kapcsolattal rendelkezik Vác vasútállomás felé.

## Galéria

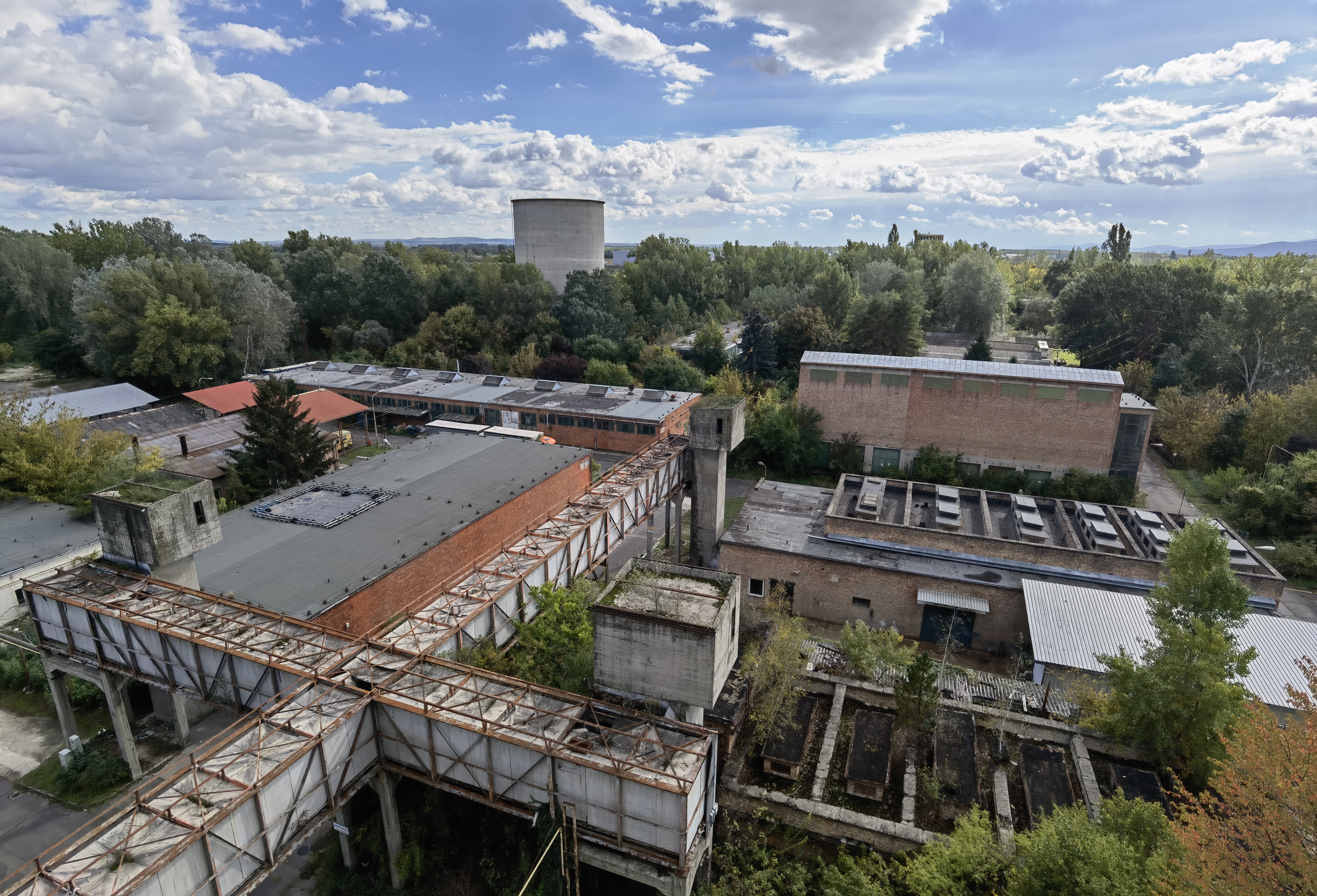
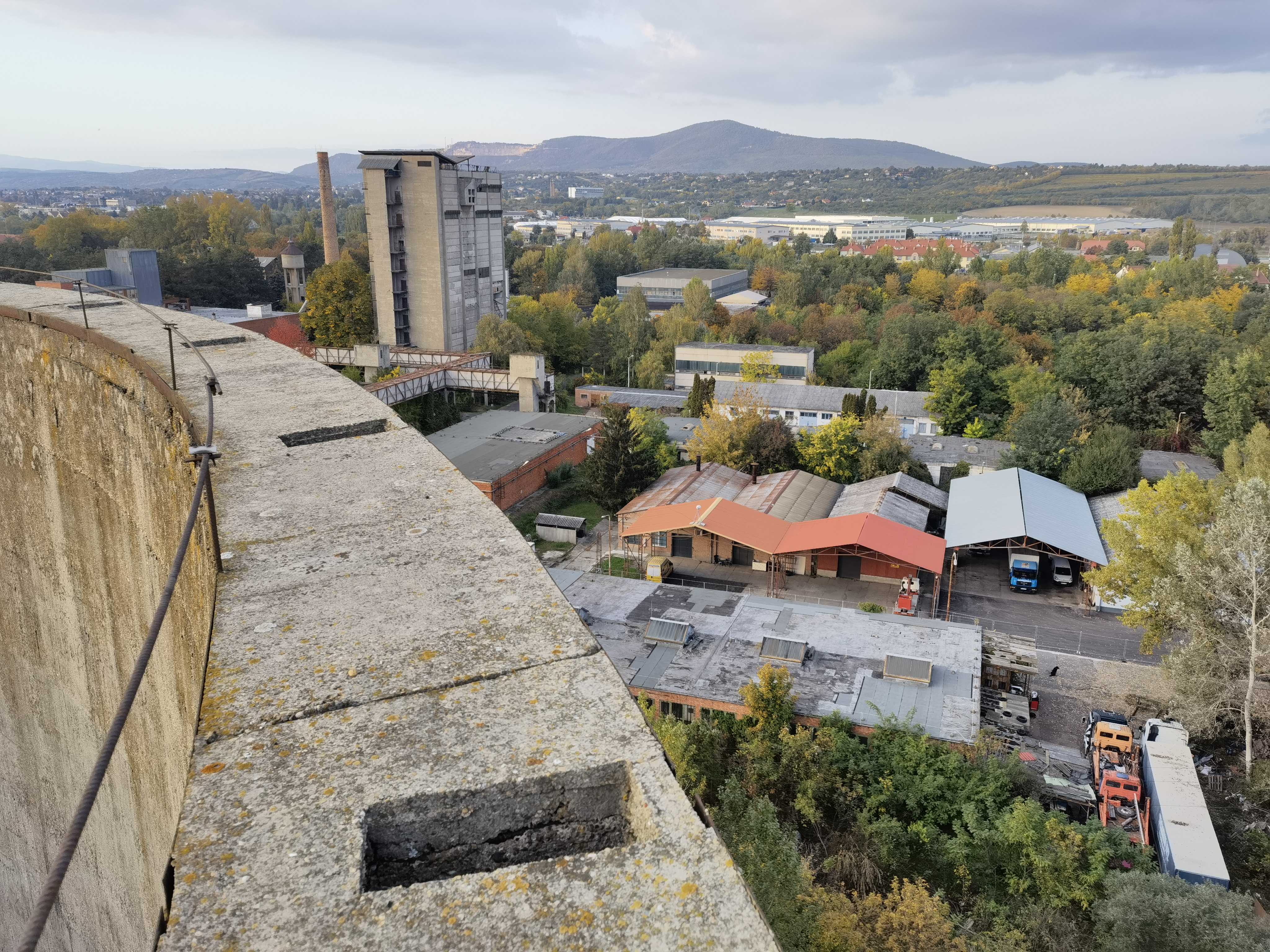
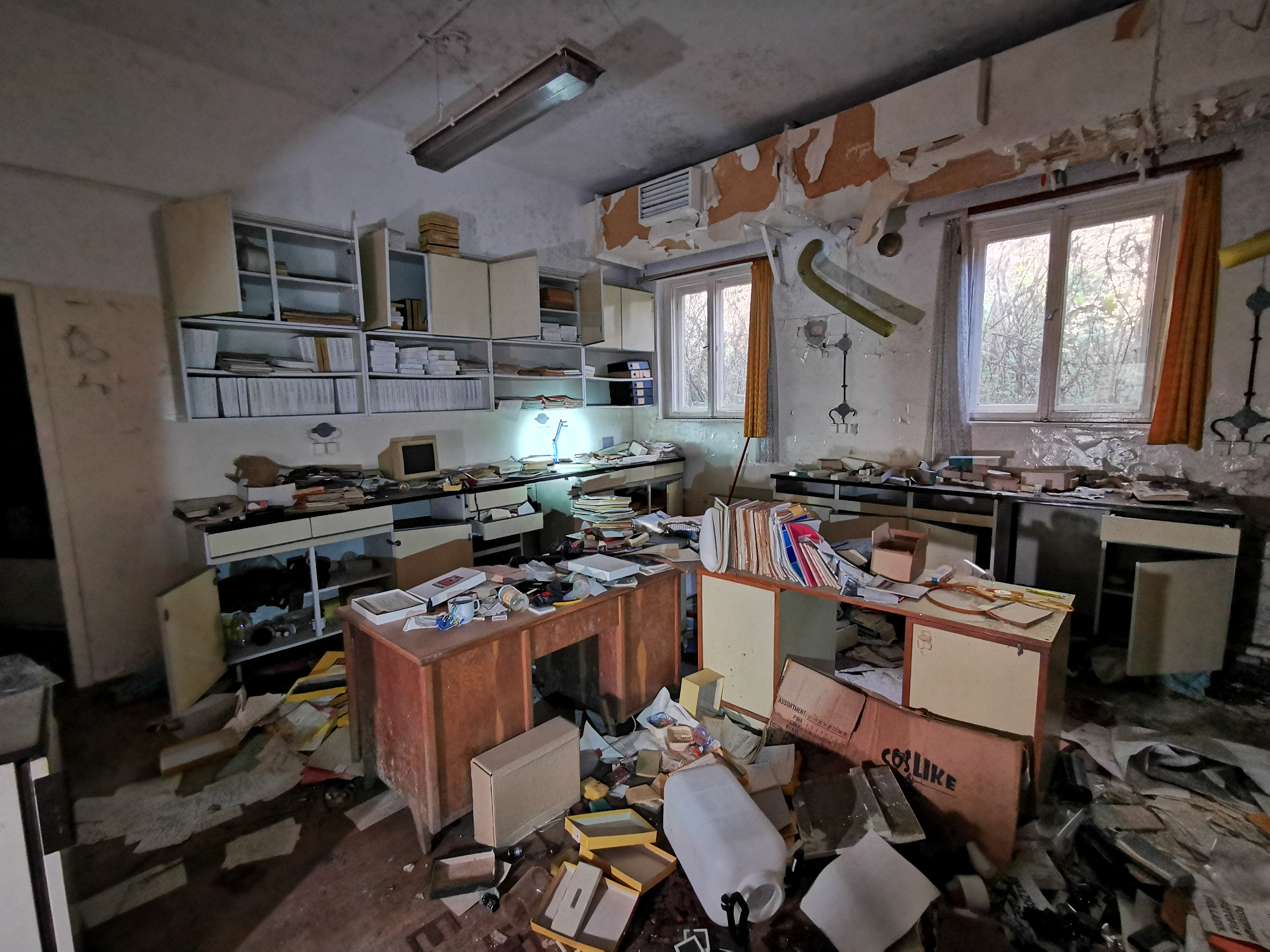
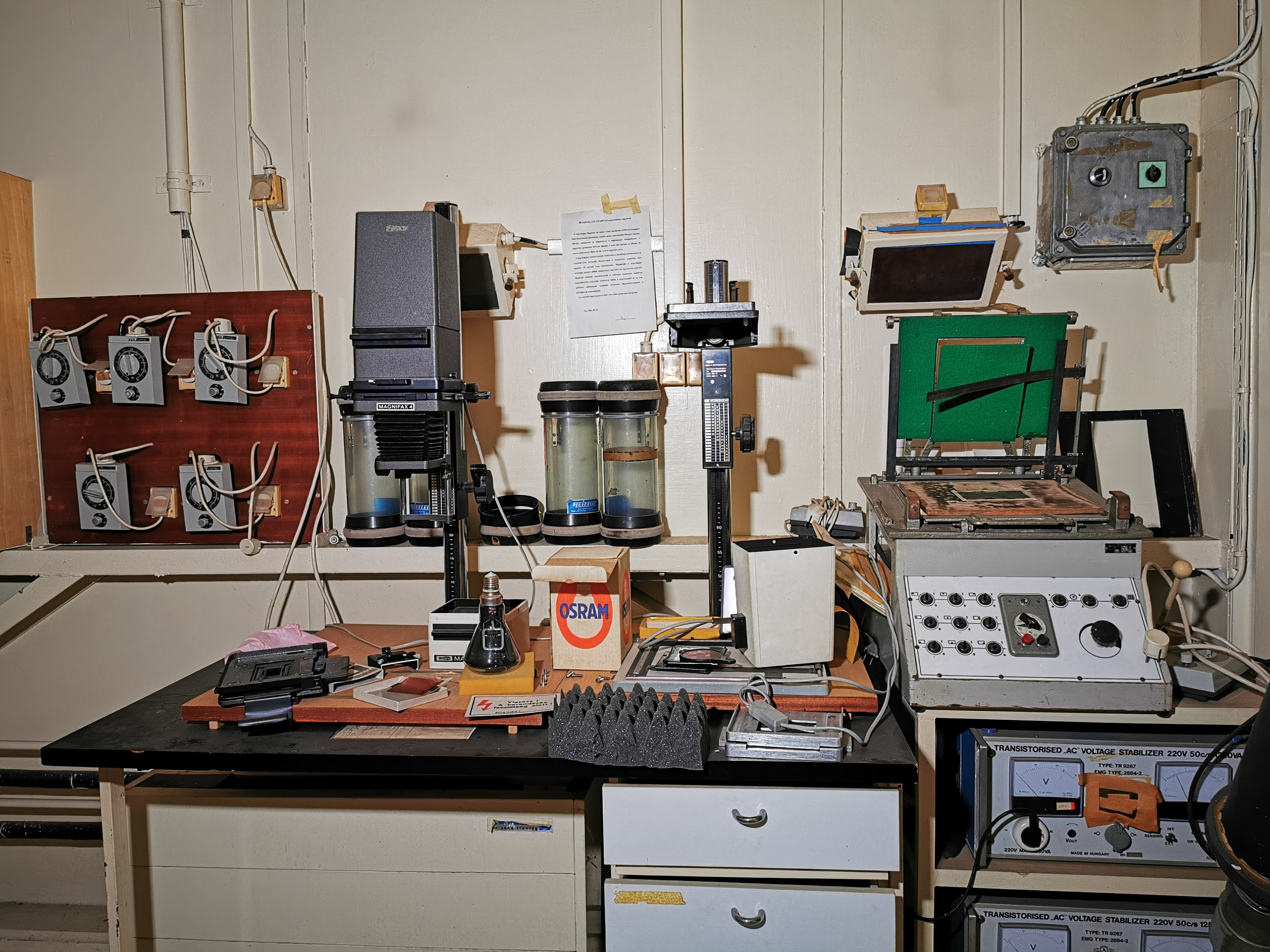
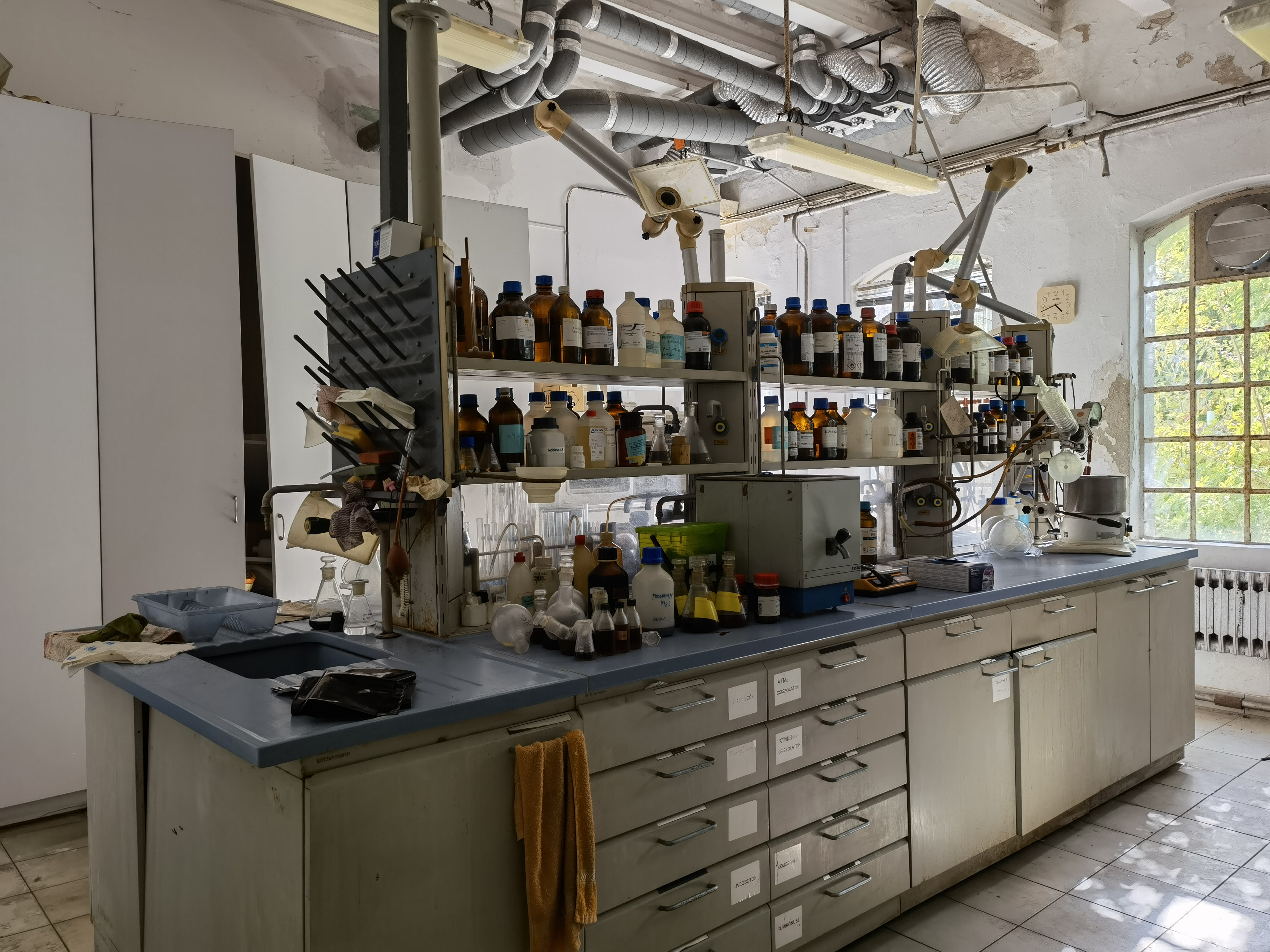